# Пислар Олександр Олександрович
Олександр Олександрович Пислар — український військовослужбовець, розвідник, повний кавалер ордена «За мужність» .

## Життєпис
Народився в селі Луковиця Чагорської громади. Виконуючи настанову батька, який помер, коли Олександрові було майже 18 років, у 2014 році підписав контракт зі ЗСУ, оскільки на строкову службу його тоді не взяли.
Випускник Глибоцького професійного ліцею.
У 2014—2015 роках брав участь в АТО у складі 24-тої окремої механізованої бригади імені короля Данила. Уже тоді був розвідником у розвідувальній роті, а з 2015 року по грудень 2016 року — командиром групи «Браво» в складі 130-го окремого розвідувального батальйону.
На початку повномасштабного вторгнення вже був командиром розвідувально-диверсійної групи. За успішні дії в лісах поблизу міста Іванкова Київської області його вперше нагородили орденом «За мужність» ІІІ ступеня.
Улітку 2022 року потрапив на запорізький фронт, як командир загону спеціального призначення «BRAVO Team» у складі 130-го окремого розвідувального батальйону. Восени того ж року врятував життя комбату, коли потрапили в засідку. Тоді отримав орден «За мужність» ІІ ступеня.
У червні 2023 року загін спецпризначення «BRAVO Team» звільняв Лобкове та П'ятихатки. За успішні штурмові дії Президент України нагородив Олександра Пислара орденом «За мужність» І ступеня.
Наприкінці червня 2023 року у боях поблизу села Роботине Запорізької області отримав осколкове поранення, однак уже через 15 днів повернувся в стрій.
У серпні одним з перших увійшов на територію Курської області в рамках Курської операції. Активно публікував відео з Курської області.

## Нагороди
- орден «За мужність» I ступеня (2023) — За особисту мужність і самовіддані дії, виявлені у захисті державного суверенітету та територіальної цілісності України, вірність військовій присязі  [3]
- орден «За мужність» II ступеня (2023) — За особисту мужність і самовіддані дії, виявлені у захисті державного суверенітету та територіальної цілісності України, вірність військовій присязі, зразкове виконання службового обов’язку [4]
- орден «За мужність» III ступеня (2012) — За особистий вагомий внесок у зміцнення обороноздатності Української держави, мужність, виявлену під час бойових дій, зразкове виконання службових обов'язків та високий професіоналізм.